# Památník objevu radia (Jáchymov)
Památník objevu radia je památník v Jáchymově z roku 1950.  Památník připomíná objev radioaktivního prvku radium v jáchymovském smolinci Marií Curie-Skłodowskou, jejím manželem Pierem a Gustavem Bémontem roku 1898. Památník se nachází v Jáchymově v lázeňském parčíku mezi Lázeňskou budovou Agricola a Radiologickým pavilonem.
Na památníku je plastika Milosrdenství od akademického sochaře Karla Lidického a text v tomto znění:
V rudách tohoto místa v roce 1898 Marie Curie-Skłodowská A Pierre Curie objevili prvek radium, aby sloužil životu; díky horníkům a vědě rádiové prameny a léčba prozařováním přinášejí zdraví statisícům.